# Воронова, Беата Григорьевна
Беата Григорьевна Воронова (8 ноября 1926 года, Москва — 12 января 2017 года, Москва) — советский и российский искусствовед, востоковед-японист, кандидат искусствоведения, научный сотрудник ГМИИ им. А. С. Пушкина, специалист по японским гравюрам. Заслуженный работник культуры РСФСР (1984).

## Биография
Беата Григорьевна Воронова родилась 8 ноября 1926 года в Москве. В 1945 году поступила на исторический факультет Московского государственного университета. Окончив университет в 1950 году, становится научным сотрудником Государственного музея изобразительных искусств им. А. С. Пушкина. В 1965 году в НИИ теории и истории изобразительных искусств Академии художеств СССР защитила кандидатскую диссертацию «Хокусай-график».
В 1977 и 1984 годах побывала в ЧССР, где читала лекции в Праге и Дермине. Неоднократно бывала в Японии.
В 1984 году была удостоена почетного звания «Заслуженный работник культуры РСФСР».
В 2009 году награждена японским орденом Восходящего солнца.

## Семья
Муж — Воронов Никита Васильевич (1924—2002), искусствовед, доктор искусствоведения, заслуженный деятель искусств РФ.
Дочь — Воронова Антонина Никитична (р. 1954), искусствовед, автор работ по прикладному искусству, художник-график, художник по гобелену.

## Научная деятельность
Основная сфера научных интересов — японская живопись и гравюра.
Начиная с 1950-х годов, Беата Воронова, являясь хранителем японской коллекции ГМИИ им А. С. Пушкина, занималась составлением альбомов репродукций из собраний музея. Героями её статей становились японские художники и графики Тоё Ода и Кацусика Хокусай. В работе «Японская гравюра XVII—XIX вв.» рассмотрены основные этапы эволюции техники гравюры, стилистические особенности различных школ, характеризуется творчество отдельных мастеров — Харунобу, Утамаро, Хокусай, Хиросигэ и др. Логическим завершением долгой работы по собиранию и репродуцированию изображений является издание двухтомного каталога «Японская гравюра» (2009), составителем которого была Б. Г. Воронова. Каталог содержит порядка 1500 произведений. Основная часть собрания — гравюры, выполненные в технике ксилографии. Кроме станковых произведений представлены афиши театров и чайных домов, поздравительные гравюры малых форм (суримоно), гравюры на веерах, иллюстрированные календари, узкие вертикальные гравюры (хасира-э), служащие для украшения интерьера.

## Основные работы
- Японская гравюра. XVIII - XIX вв. : [из собрания музея]: каталог выставки. М.: Советский художник, 1956. 13, [4] с.
- Тоё Ода: (1420—1506). М.: Искусство, 1958. 60 с.
- Из истории японской гравюры // Японское искусство. М., 1959. С. 5-42.
- Японская гравюра: [альбом]. М.: Изогиз, 1963. 17 с.
- Японская гравюра: [альбом]. М.: Изогиз, 1963. 17 с.
- Японская гравюра: Собрание ГМИИ им. А. С. Пушкина: 13 факс. репрод. / Сост. и авт. вступ. статьи Б. Воронова. Л.: Аврора, 1974. 16 с.

- Кацусика Хокусай. Графика. В 2 кн. в общем переплете. М.: Искусство. 1975. 103 с., 87 л. илл.
- Японская гравюра XVII—XIX вв. М.: Изобразительное искусство, 1987. Вып. 2.
- О некоторых стилистических особенностях японской классической ксилографии // Из истории зарубежного искусства. Материалы научной конференции «Випперовские чтения — 1988». Вып. XXI. М., 1991.
- В мире мечты Ван Гога // Знакомьтесь — Япония. 1996. № 19. С. 71-78.
- Коллекция С. Н. Китаева: японская живопись и графика из собрания ГМИИ (к столетию со дня основания ГМИИ). М., 1998. 27 с.
- Японская иллюстрированная книга XVIII—XIX вв. / Сост. каталога и текста. М., 2000. 114 с.
- Старопечатные японские книги из собрания ГМИИ им. А. С. Пушкина // Каталог старопечатных японских книг. / Сост. Б. Г. Воронова и др. М.: Пашков дом, 2001. 143 с.[1]
- Японская гравюра. Каталог в 2 т. М.: Красная Площадь, 2009[3].